# Erateina herbertina
Erateina herbertina är en fjärilsart som beskrevs av Paul Dognin 1900. Erateina herbertina ingår i släktet Erateina och familjen mätare. Inga underarter finns listade i Catalogue of Life.